# Andrzej Dziuba (samorządowiec)
Andrzej Józef Dziuba (ur. 1 grudnia 1956 we Wrocławiu) – polski samorządowiec, w latach 2000–2023 prezydent Tychów, senator XI kadencji.

## Życiorys
Ukończył studia na Wydziale Górniczym Politechniki Wrocławskiej oraz studia podyplomowe z zakresu ekonomiki górnictwa na Akademii Górniczo-Hutniczej w Krakowie. Pracował w Kopalni Węgla Kamiennego Ziemowit w Lędzinach, przez 12 lat przeszedł większość szczebli zawodowych w zakładzie, dochodząc do stanowiska głównego inżyniera ds. inwestycji. W 1992 przeniósł się do firmy DBT Scharf Polska Sp. z o.o., gdzie zajmował się marketingiem i sprzedażą.
W 2000 został wybrany na urząd prezydenta Tychów (z ramienia Unii Wolności), dwa lata później został pierwszym prezydentem tego miasta wybranym w wyborach bezpośrednich (w drugiej turze uzyskał ponad 63% głosów). 26 listopada 2006 uzyskał reelekcję na to stanowisko, kandydując z poparciem Platformy Obywatelskiej, otrzymując w drugiej turze wyborów samorządowych 15 913 głosów (52% głosów). W 2010, 2014 i 2018 po raz kolejny był wybierany, wygrywając każdorazowo w pierwszej turze. Wszedł w skład rad nadzorczych spółek samorządowych Stadion Wrocław i Przedsiębiorstwo Komunikacji Miejskiej w Sosnowcu.
W wyborach w 2023 został wybrany na senatora XI kadencji, kandydując z ramienia KWW Andrzej Dziuba – Pakt Senacki w okręgu nr 75. W konsekwencji zakończył pełnienie funkcji prezydenta Tychów. W XI kadencji Senatu został członkiem Koła Senackiego Niezależni i Samorządni.

## Działalność społeczna
Obejmował funkcje przewodniczącego rady powierniczej Wyższej Szkoły Zarządzania i Nauk Społecznych w Tychach, członka zarządu Stowarzyszenia Gmin Górniczych w Polsce oraz rady nadzorczej Katowickiej Specjalnej Strefy Ekonomicznej. Wybrany do zarządu Związku Miast Polskich.
W latach 90. był prezesem klubu hokejowego GKS Tychy został honorowym członkiem tego klubu. W 2000 otrzymał Złotą Odznakę Polskiego Związku Hokeja na Lodzie.

## Odznaczenia i wyróżnienia
W 2014, za zaangażowanie i wkład w rozwój lokalnej społeczności oraz wspólnoty samorządowej, prezydent Bronisław Komorowski odznaczył go Złotym Krzyżem Zasługi. W 2013 otrzymał tytuł „Menedżera Roku 2012” przyznany przez Śląskie Stowarzyszenie Menedżerów. Wyróżniany w rankingach prezydentów miast w Polsce opracowywanych przez „Newsweek Polska” (2012) czy „DGP” (2013).

## Życie prywatne
Syn Józefa i Anny. Żonaty (żona Ewa), ma dwie córki (Aleksandrę i Martę).